# 霞林街道
霞林街道是中国福建省莆田市城厢区下辖的一个街道。旧名“下林”，后雅化为“霞林”。

## 行政区划
霞林街道下辖以下地区：
沟头社区、棠坡社区、霞林社区、莆糖社区、顶墩村、肖厝村、坂头村、下黄村、木兰村、铁岭村和屿上村。